# Strauchiges Hasenohr
Das Strauchige Hasenohr (Bupleurum fruticosum) ist eine Pflanzenart aus der Gattung Hasenohren (Bupleurum) innerhalb der Familie der Doldenblütler. Sie kommt im westlichen und zentralen Mittelmeerraum vor.

## Beschreibung

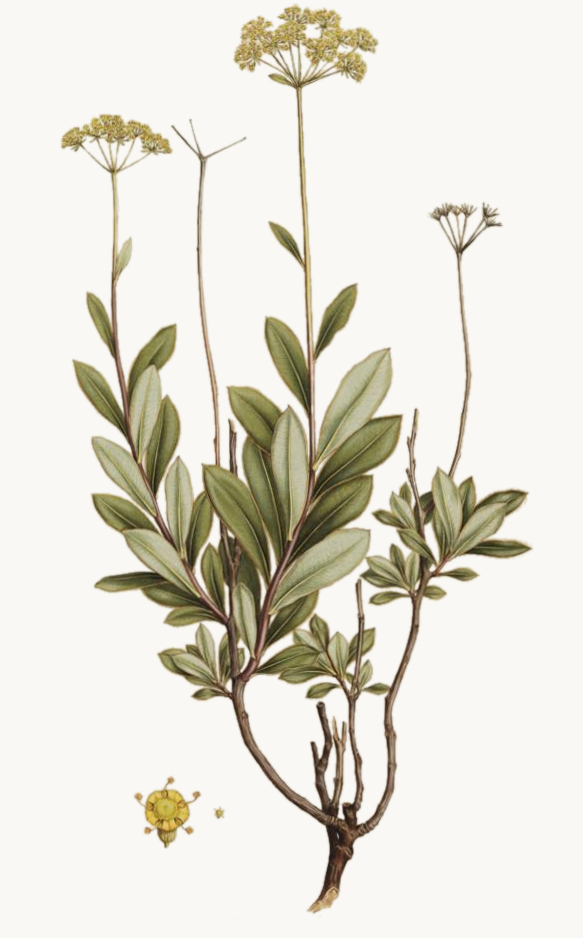
Illustration aus Flora Graeca, Volume 3, Tafel 263

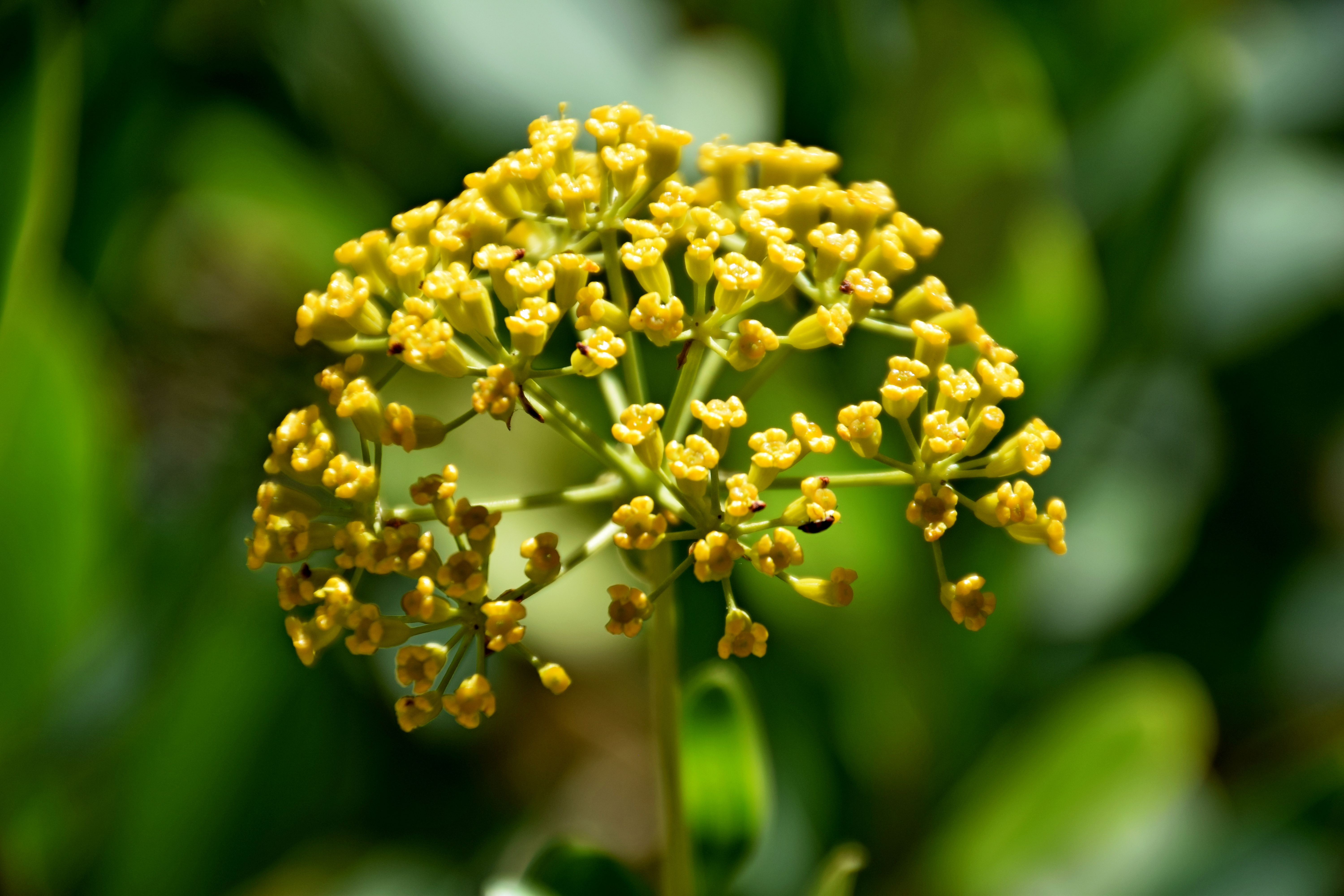
Blütenstand

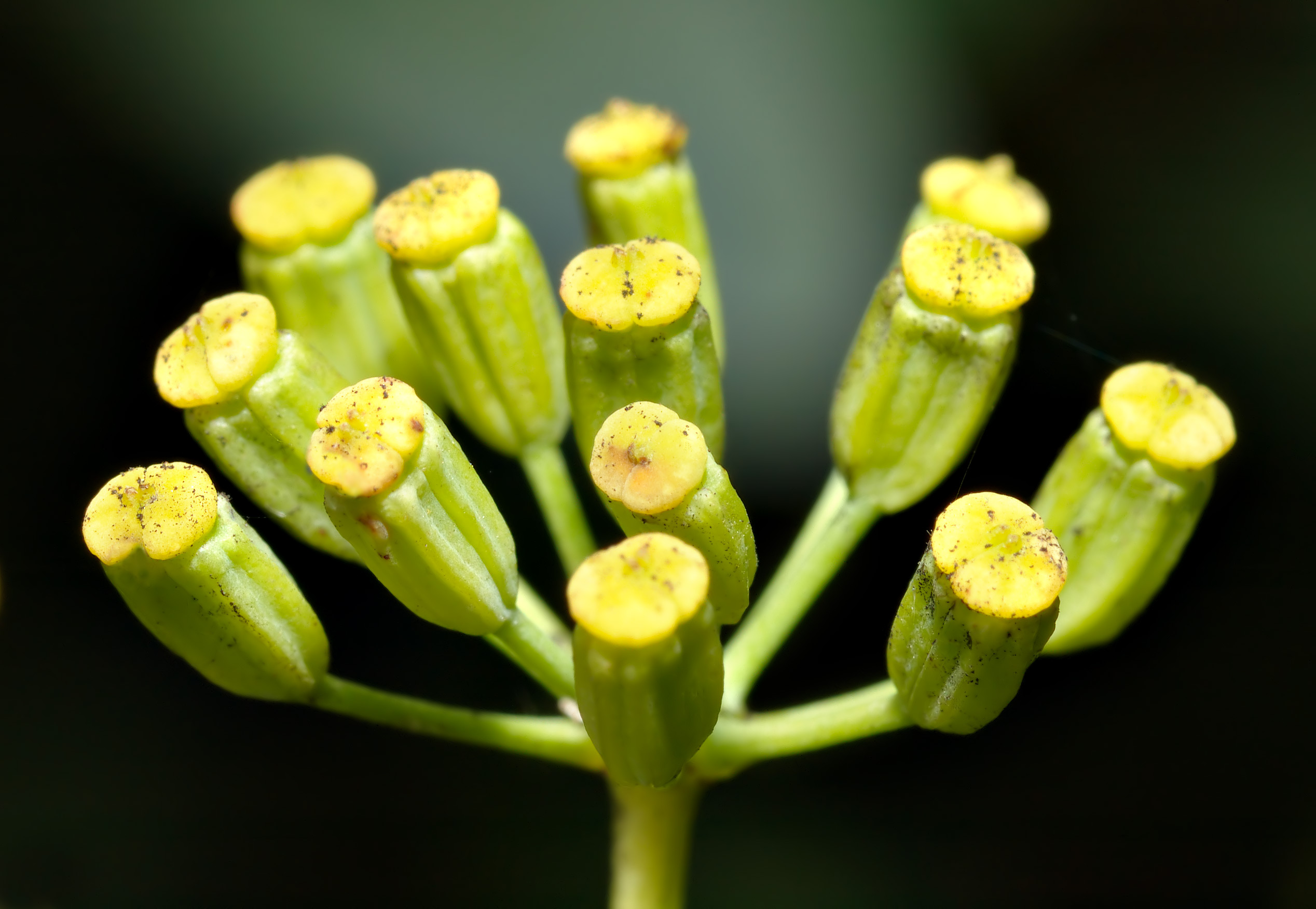
Ausschnitt eines abgeblühten Blütenstandes, mit fleischigem, gelbem Stylopodium

### Vegetative Merkmale
Das Strauchige Hasenohr ist ein immergrüner Strauch, der Wuchshöhen von 1 bis 2,5 Metern erreichen kann. Die sehr kurz gestielten Laubblätter sind wechselständig angeordnet. Der Blattstiel ist halbstängelumfassend. Die ganzrandige, spitze bis rundspitzige oder stumpfe, öfters feinstachelspitzige Blattspreite ist im Gegensatz zum Großteil der Doldenblütler ungeteilt. Die ledrige Blattspreite ist bei einer Länge bis ungefähr 12 Zentimetern lanzettlich bis verkehrt-eiförmig, -eilanzettlich. Die Blattoberseite ist glänzend, während die Unterseite mattgrün ist.

### Generative Merkmale
Die Blütezeit reicht von April bis September. Die gelben, zwittrigen Blüten wachsen in 5 bis 25 Strahlen umfassenden Doppeldolden mit Hüllen und Hüllchen. Jede Blüte verfügt über fünf sehr kleine Kronblätter, Kelchblätter existieren nicht.
Die rippige Teilfrucht am Karpophor der Spaltfrucht ist bei einer Länge von bis zu 8 Millimetern eiförmig und schmal geflügelt.
Die Chromosomenzahl beträgt 2n = 14, seltener 24.

## Vorkommen
Das Strauchige Hasenohr ist im westlichen und zentralen Mittelmeerraum verbreitet, dort besonders in Südeuropa, Syrien und im westlichen Nordafrika. Es gibt Fundortangaben für Marokko, Algerien, Tunesien, Spanien, Gibraltar, Portugal, Frankreich, Korsika, Sardinien, Sizilien, Italien, Griechenland und den Libanon. In Großbritannien ist sie ein Neophyt.
Das Strauchige Hasenohr wächst bevorzugt in Garigues oder Felsfluren, dort meist auf Kalkstein. Verbunden mit ihrem Habitat kann die Pflanze salzhaltige Winde gut tolerieren.
In Spanien ist Bupleurum gibraltarium endemisch, welches mit Bupleurum fruticosum nah verwandt ist und sich von diesem hauptsächlich durch kleineren Wuchs und schmalere Laubblätter unterscheidet.

## Taxonomie
Die Erstveröffentlichung von Bupleurum fruticosum erfolgte 1753 durch Carl von Linné in Species Plantarum, Tomus I, Seite 238.

## Verwendung
Das Strauchige Hasenohr wird häufig als Gartenpflanze kultiviert. Es eignet sich bevorzugt für Hanglagen oder Küstengärten.